# Stan Kroenke

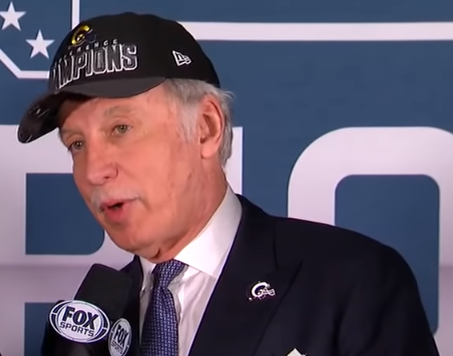
Stan Kroenke

Enos Stanley Kroenke (Columbia (Missouri), 29 juli 1947) is een Amerikaanse zakenman met een vermogen van ongeveer 16,2 miljard dollar. Hij is van Amerikaanse en Duitse komaf.
In 2011 kocht Kroenke een meerderheid van de aandelen van Britse voetbalclub Arsenal FC. Ook is hij vicevoorzitter van The Super League. Naast eigenaar van de voetbalclub is hij ook eigenaar van Denver Nuggets (basketbal) en Colorado Avalanche (ijshockey). Daarnaast is hij ook eigenaar van voetbalclub Colorado Rapids uitkomend in de Major League Soccer. Hij is ook eigenaar van Los Angeles Rams.
In totaal bezit de familie-Kroenke een franchise in lacrosse, ijshockey, American football, voetbal, basketbal en Overwatch.